# Pristimantis altamazonicus
Pristimantis altamazonicus Barbour & Dunn, 1921 è una rana della famiglia Strabomantidae.